# Preußenmauer

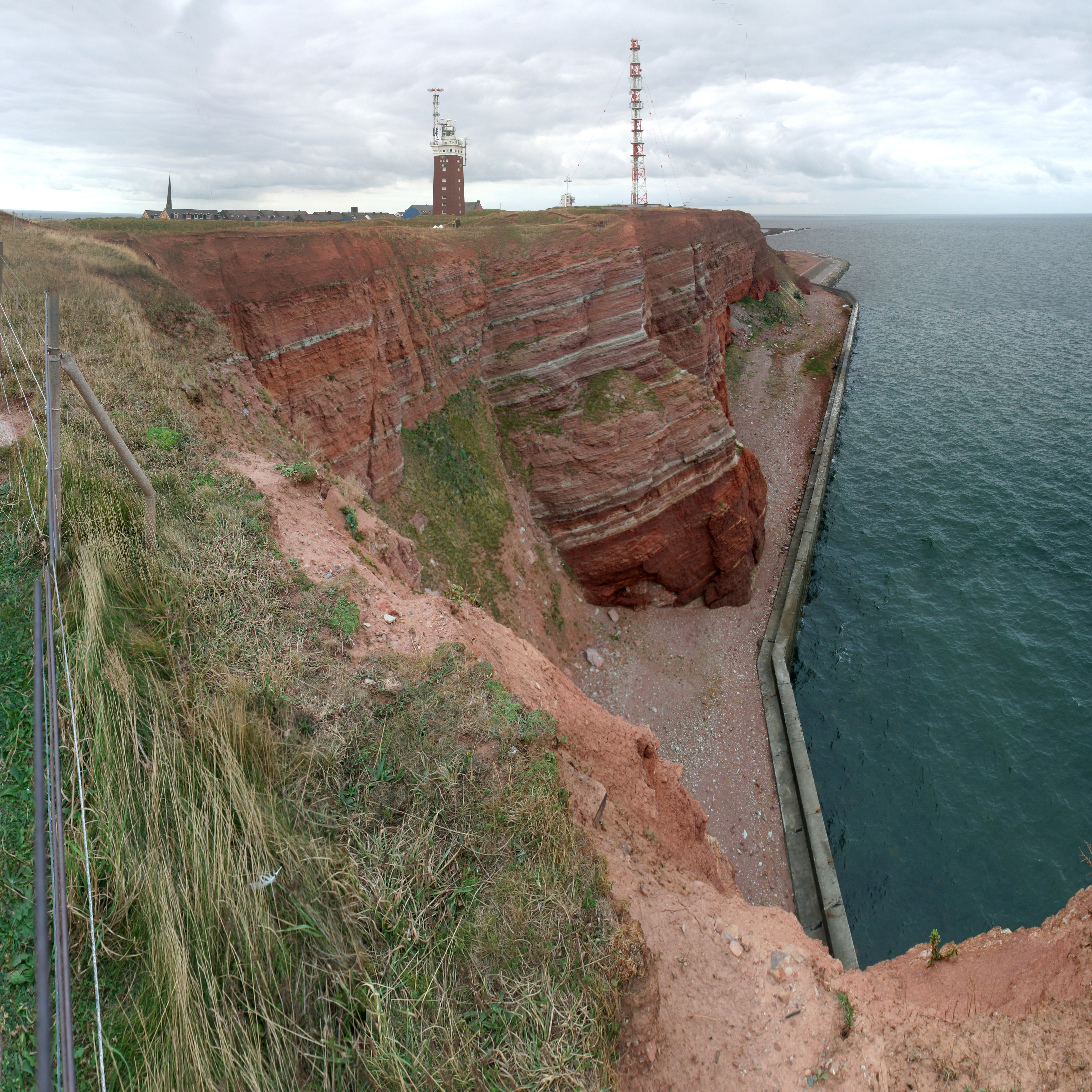
Preußenmauer an der westlichen Felsenküste (Blickrichtung Süd), Leuchtturm (l.) und Richtfunkturm

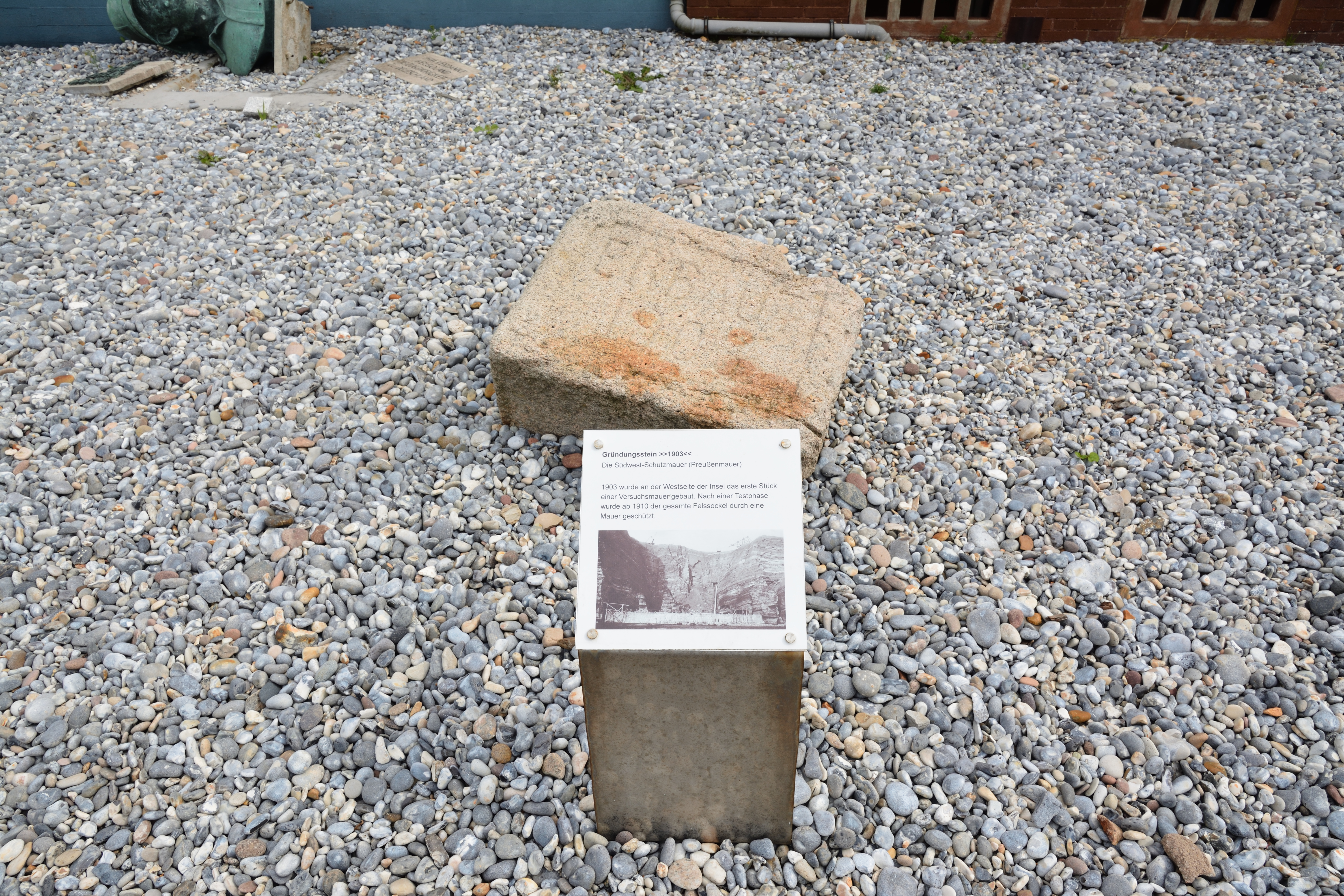
Gründungsstein am Museum Helgoland

Preußenmauer wurde die südliche Hälfte der Südwest-Schutzmauer der Nordseeinsel Helgoland genannt. Sie entstand im Wesentlichen zwischen 1910 und 1913.

## Geschichte
Bereits seit 1891 mit dem Bau der Stollen und Bunker im Rahmen der militärischen Befestigung der Insel wuchs die Sorge um den Bestand der westlichen Felsklippe. Um die richtige Lösung zu finden, wurde 1903 eine Probeschutzmauer im Bereich der Blockhörn und Siderst Hörn (Spitzhorn) gebaut.
1904 bis 1907 kamen weitere Uferabschnitte in geänderter Bauweise hinzu. Von der Südspitze aus wurde ab 1910 die Mauer errichtet und 1913 Blockhörn erreicht. Im Ersten Weltkrieg wurden die Arbeiten unterbrochen und erst 1926 wieder aufgenommen. 1927 war das Projekt fertiggestellt, jedoch unterblieb das Vorhaben, die Schutzmauer um die Nordspitze herumzuführen.
Während des Zweiten Weltkriegs wurde die Schutzmauer erheblich beschädigt, so dass nach der Freigabe der Insel durch die Engländer 1952 die Planungen für die Wiederinstandsetzungen begannen. Diese Arbeiten wurden zwischen 1960 und 1963 ausgeführt.

## Weitere Baumaßnahmen
Die Schutzmauer an der „Langen Anna“ entstand erst im Rahmen des Projekts Hummerschere.

## Namensgebung
Der Name entstand, weil schon vorher im Norden die militärische Bauverwaltung des Deutschen Reichs an der brandungsabweisenden Mauer gearbeitet hatte, ab 1908 aber die Bauarbeiten in die Verantwortung des Landes Preußen überging.